# گوون یالچین
گوون یالچین (انگلیسی: Güven Yalçın؛ زادهٔ ۱۸ ژانویهٔ ۱۹۹۹) بازیکن فوتبال اهل ترکیه متولد آلمان است.
از باشگاه‌هایی که در آن بازی کرده‌است می‌توان به باشگاه فوتبال بشیکتاش اشاره کرد.
وی همچنین در تیم‌های ملی فوتبال زیر ۱۷ سال ترکیه ، جوانان آلمان، زیر ۱۹ سال ترکیه، زیر ۲۱ سال ترکیه، و بزرگسالان ترکیه بازی کرده‌است.